# Matt Trautman
Pour les articles homonymes, voir Trautman.
Matthew Trautman, né le 20 février 1985 à Le Cap en Afrique du Sud est un triathlète professionnel sud-africain, multiple vainqueur de compétition Ironman 70.3.

## Palmarès
Le tableau présente les résultats les plus significatifs (podium) obtenus sur le circuit international de triathlon depuis 2014,.
| Année | Compétition                                                 | Pays           | Position           | Temps           |
| ----- | ----------------------------------------------------------- | -------------- | ------------------ | --------------- |
| 2023  | Challenge Vansbro                                           | Suède          | Médaille d'or      | 3 h 34 min 59 s |
| 2023  | Championnats du monde longue distance                       | Espagne        | Médaille de bronze | 5 h 19 min 52 s |
| 2022  | Ironman 70.3 Mossel Bay                                     | Afrique du Sud | Médaille d'argent  | 3 h 51 min 21 s |
| 2022  | Ironman Afrique du Sud                                      | Afrique du Sud | Médaille de bronze | 7 h 17 min 36 s |
| 2021  | Ironman 70.3 Afrique du Sud                                 | Afrique du Sud | Médaille d'or      | 3 h 47 min 24 s |
| 2021  | Sun City Ultra                                              | Afrique du Sud | Médaille d'or      | 3 h 44 min 17 s |
| 2021  | Ironman Lanzarote                                           | Espagne        | Médaille de bronze | 8 h 42 min 59 s |
| 2020  | Ironman 70.3 Afrique du Sud                                 | Afrique du Sud | Médaille d'or      | 4 h 2 min 58 s  |
| 2019  | Challenge Almere                                            | Pays-Bas       | Médaille d'or      | 7 h 50 min 15 s |
| 2019  | Ironman 70.3 Afrique du Sud                                 | Afrique du Sud | Médaille d'argent  | 3 h 54 min 52 s |
| 2018  | Ironman 70.3 Shanghai                                       | Chine          | Médaille d'argent  | 3 h 46 min 26 s |
| 2018  | Ironman 70.3 Finlande                                       | Finlande       | Médaille d'or      | 3 h 54 min 35 s |
| 2018  | Ironman 70.3 Afrique du Sud                                 | Afrique du Sud | Médaille d'or      | 4 h 9 min 19 s  |
| 2018  | Ironman Pays-de-Galles                                      | Royaume-Uni    | Médaille d'or      | 8 h 53 min 21 s |
| 2016  | Championnats d'Afrique du Sud de triathlon moyenne distance | Afrique du Sud | Médaille d'or      | 4 h 8 min 30 s  |
| 2016  | Ironman 70.3 Durban                                         | Afrique du Sud | Médaille d'or      | 3 h 53 min 35 s |
| 2016  | Ironman 70.3 Afrique du Sud                                 | Afrique du Sud | Médaille d'or      | 4 h 1 min 52 s  |
| 2016  | Ironman 70.3 Staffordshire                                  | Royaume-Uni    | Médaille d'or      | 3 h 56 min 28 s |
| 2015  | Ironman 70.3 Incheon                                        | Corée du Sud   | Médaille d'or      | 3 h 57 min 52 s |
| 2015  | Ironman 70.3 Afrique du Sud                                 | Afrique du Sud | Médaille d'or      | 4 h 4 min 35 s  |
| 2014  | Ironman Pays-de-Galles                                      | Royaume-Uni    | Médaille d'or      | 9 h 7 min 28 s  |